# IFA (Messe)
Die IFA (bis 2004 Internationale Funkausstellung genannt) in Berlin ist eine Technologie- und Industriemesse, die jährlich im Sommer in den Messehallen unter dem Berliner Funkturm stattfindet.
Sie bietet den Ausstellern Gelegenheit, einem breiten Publikum ihre Produkte und Entwicklungen aus den Bereichen der Unterhaltungs- und Gebrauchselektronik zu präsentieren. Die IFA zählt zu den globalen Leitmessen ihrer Art. Im Laufe ihrer Geschichte haben zahlreiche Weltneuheiten und technische Innovationen ihren Weg auf der Funkausstellung begonnen.

## Veranstalter
Inhaber der Namensrechte der Internationalen Funkausstellung ist seit 1973 die gfu Consumer & Home Electronics GmbH. Gesellschafter sind führende Unternehmen der Branche. Einmal pro Quartal und dann auch in der Jahresrückschau veröffentlicht die gfu den HEMIX  (Home Electronics Marktindex Deutschland), der neben dem Absatz auch den Umsatz und den Durchschnittspreis für den gesamten privaten Home Electronics Markt in Deutschland aufführt.
Veranstalter der IFA ist seit 2023 die IFA Management GmbH, ein Joint Venture von gfu und Clarion Events.

## Ausrichtung
Die IFA richtet sich gleichermaßen an Konsumenten-Elektronik-Fachhändler, Publikum und Medien. Für Fachhändler ist die IFA mit mehr als 100.000 Fachbesuchern die weltweit größte Fachmesse. Insbesondere wendet sie sich an europäische Händler und Einkäufer.
Daneben bleibt die IFA ein Publikumsereignis, das den interessierten Konsumenten viel Information und Unterhaltung rund um elektronische Medien bietet. Im Sommergarten finden Popkonzerte und Live-TV-Sendungen statt.

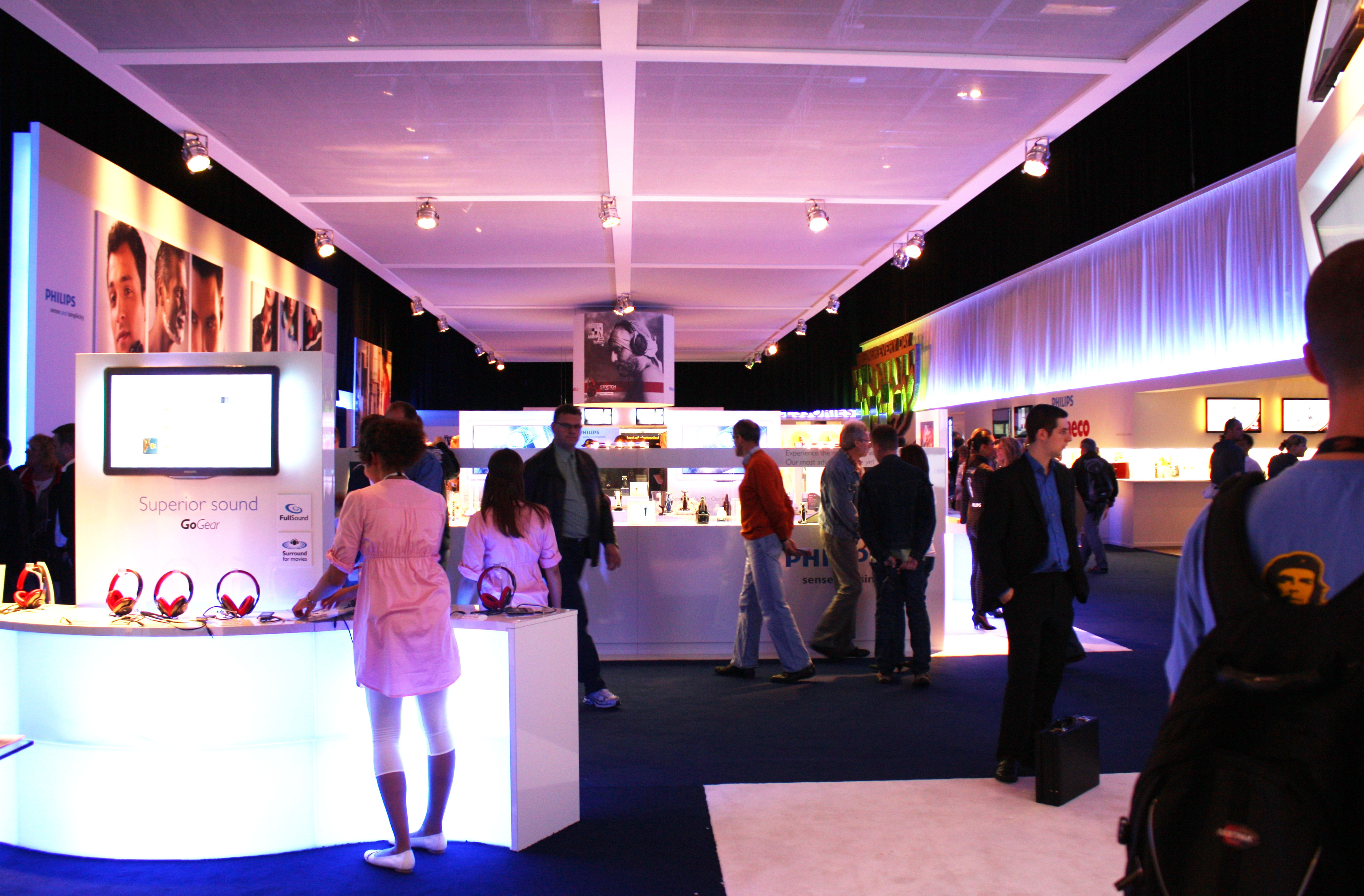
IFA 2010
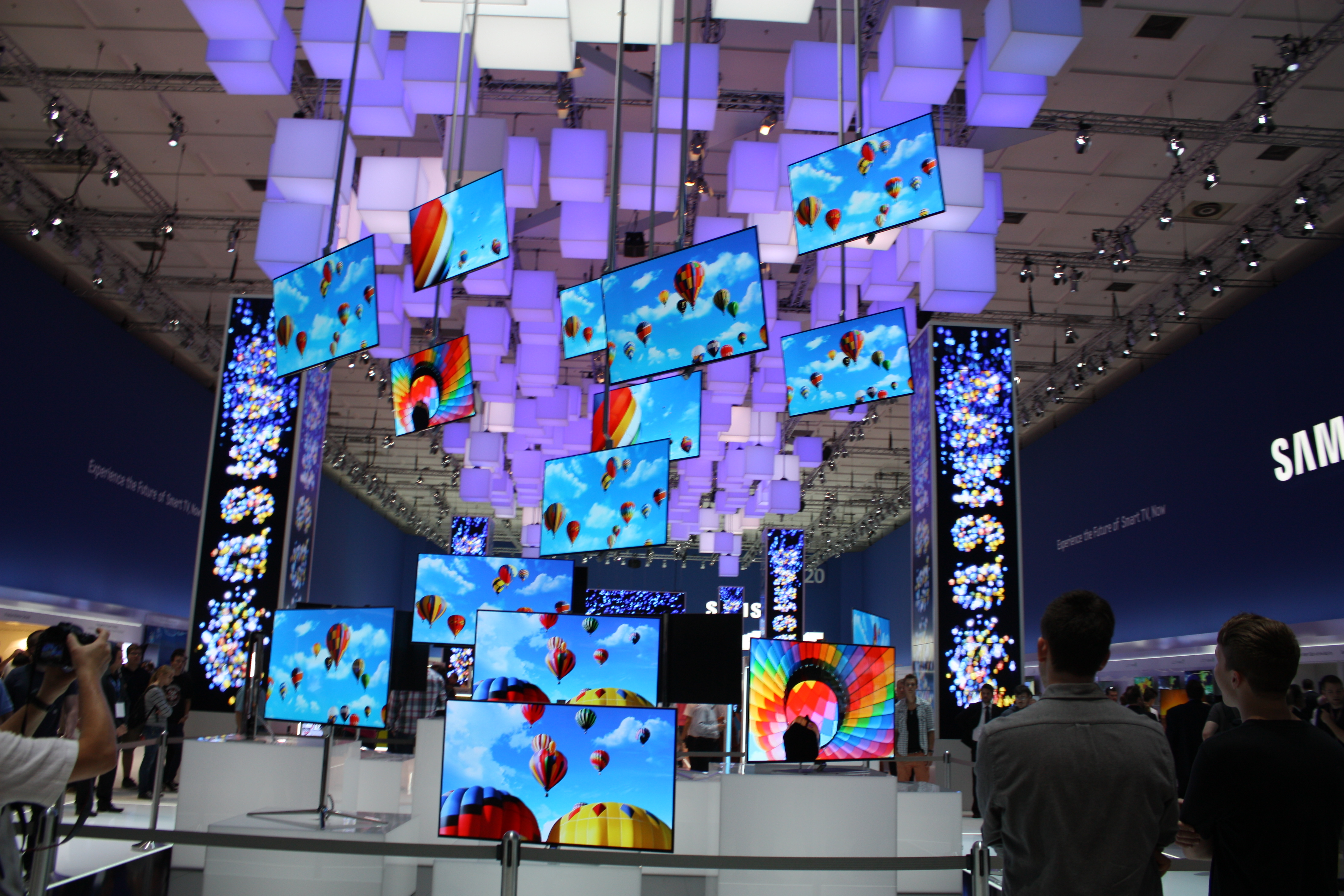
IFA 2012
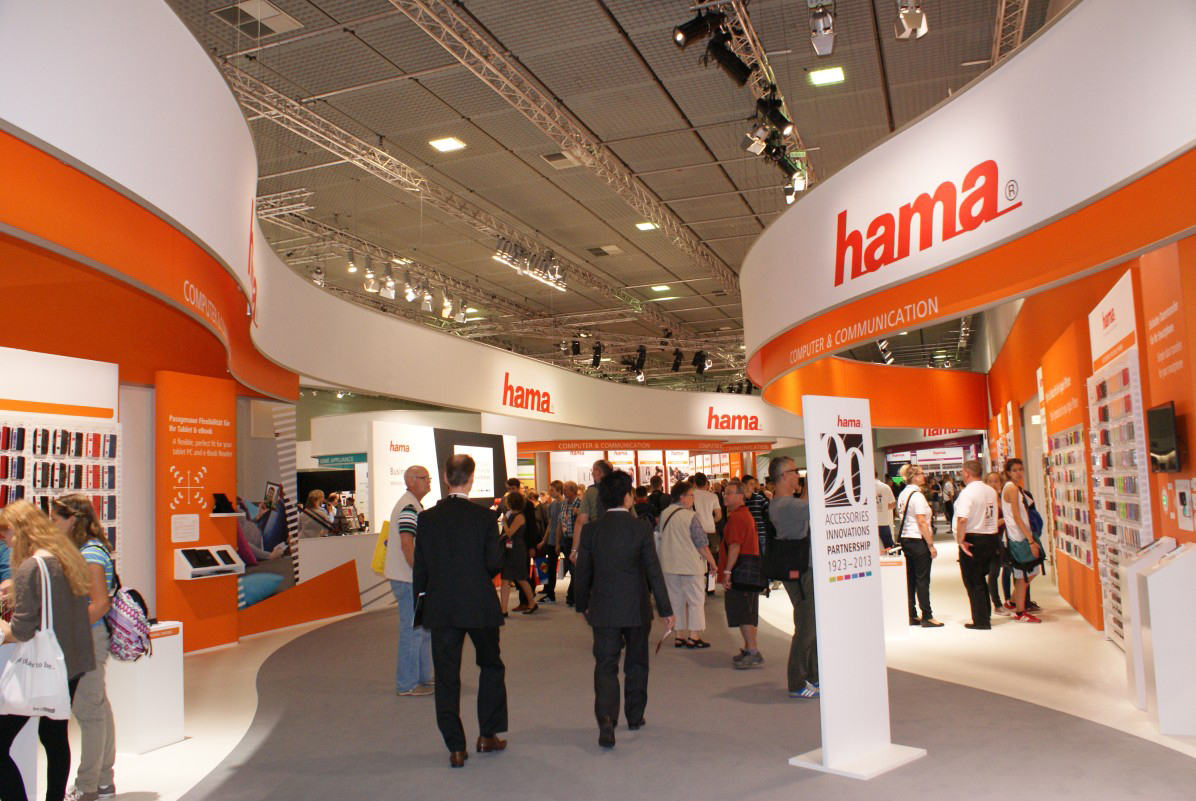
IFA 2014
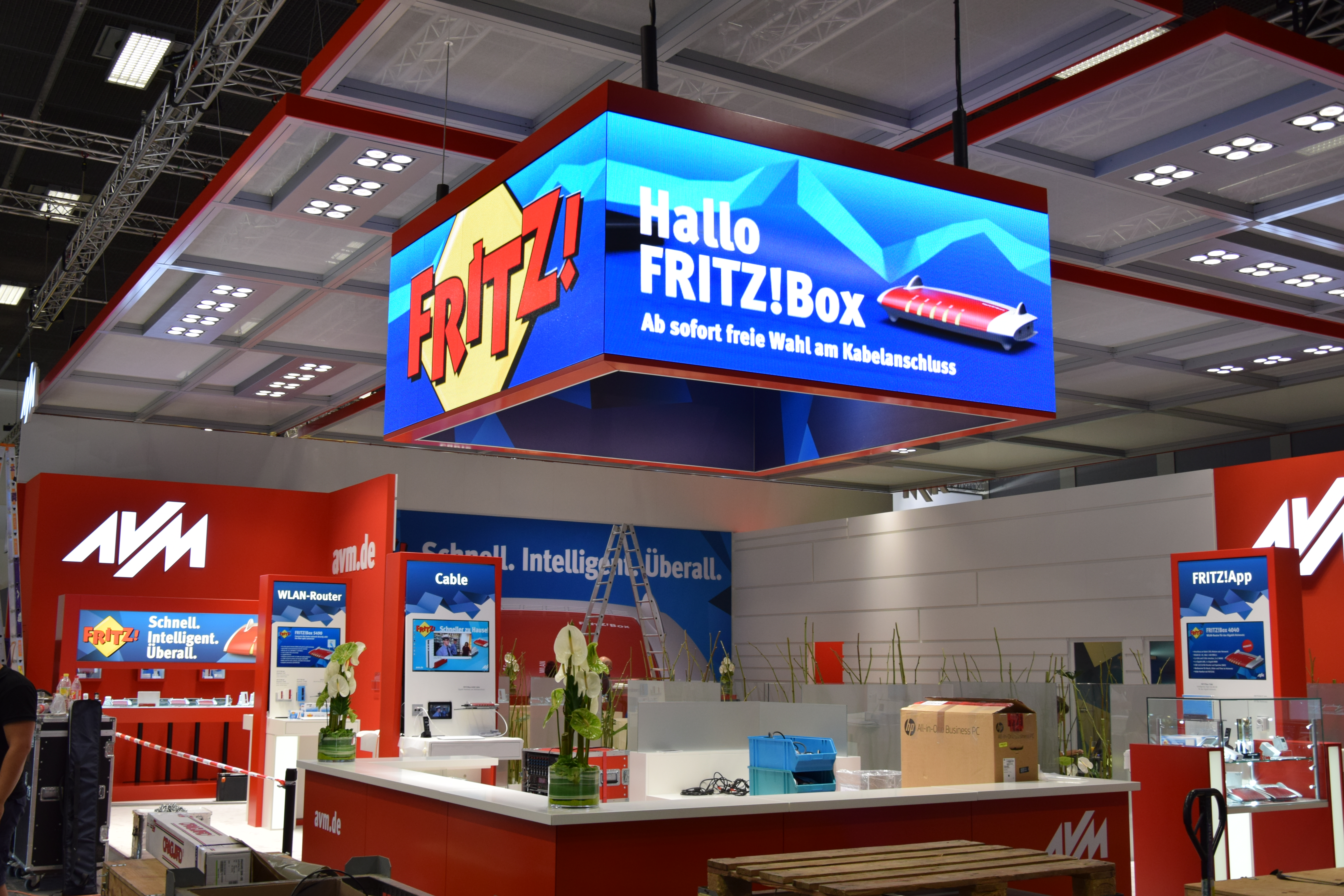
IFA 2016
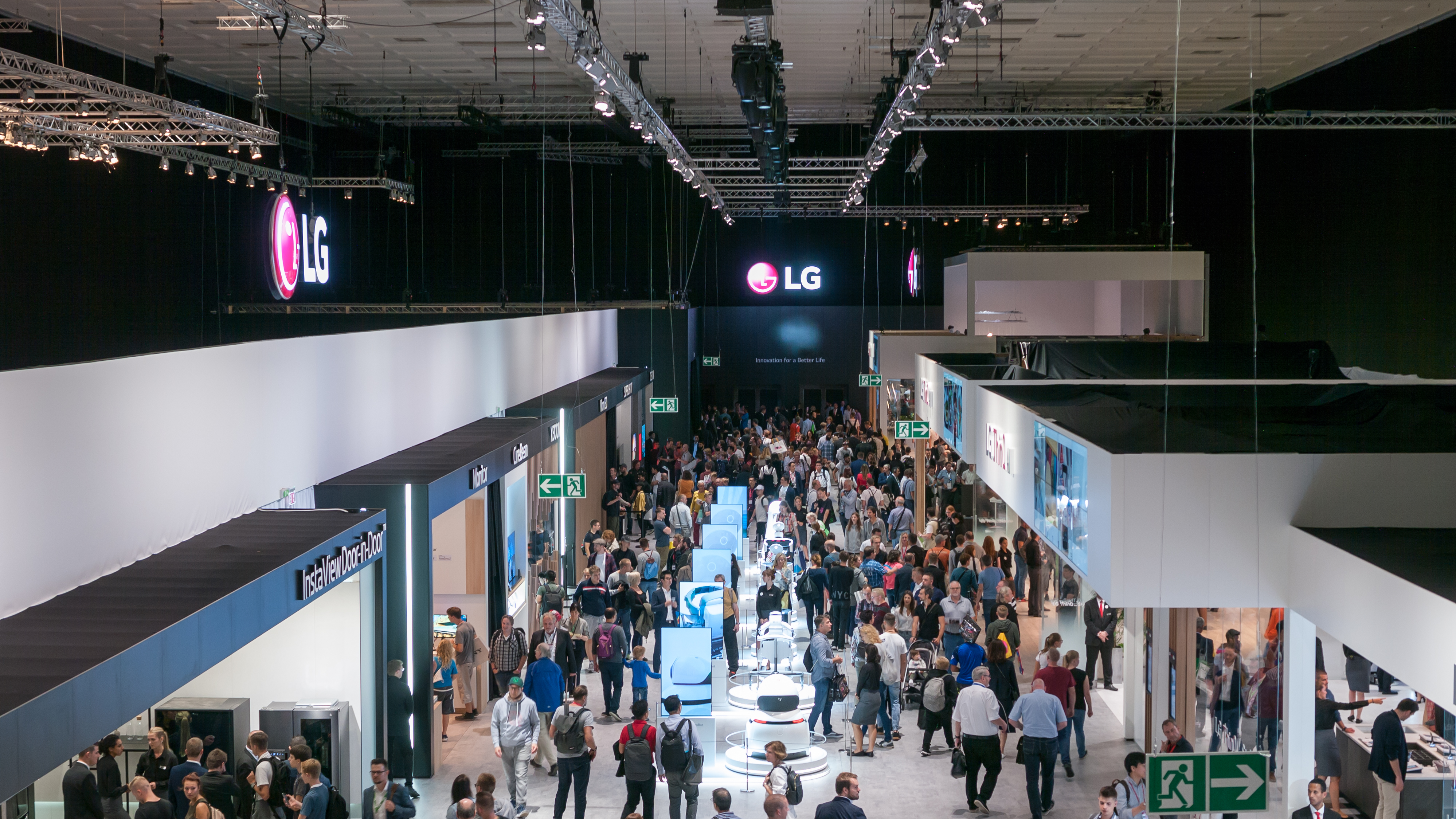
IFA 2018

## Geschichte
Die 1924 zum ersten Mal in Berlin veranstaltete Ausstellung fand bis 1939 in jährlichem Rhythmus statt. Von 1950 bis 2005 wurde sie mit wenigen Ausnahmen alle zwei Jahre abgehalten. Seitdem ist sie wieder ein jährliches Ereignis.

### 1924–1939
Die IFA wurde als Große Deutsche Funkausstellung gegründet und erstmals vom 4. bis 14. Dezember 1924 im dafür errichteten Haus der Funkindustrie am Messedamm auf dem Gelände der heutigen Halle 14 des Messegeländes in Berlin-Westend abgehalten. Seinerzeit zeigten 268 Aussteller vornehmlich Röhrenempfänger, Detektoren und Kopfhörer. Bei der Eröffnung betonte der Leiter Erwin Michel, es handele sich um „die größte derartige Ausstellung der Welt“. Der Berliner Oberbürgermeister Gustav Böß sowie Staatssekretär Hans Bredow hielten Ansprachen, wobei Bredow „auf die schnelle allgemeine Verbreitung des Rundfunks in Deutschland“ hinwies.
1924 sahen über 170.000 Besucher (mehr als auf der zuvor im September abgehaltenen Radio-Weltausstellung in New York) die eher nüchterne Präsentation ohne Glanz und Glamour. Trotz des „sich in den letzten Tagen der Ausstellung oft beängstigend“ steigernden Besucherandrangs war eine Verlängerung über den 14. Dezember hinaus nicht möglich, was „seinen Grund im wesentlichen in den außerordentlich günstigen geschäftlichen Ergebnissen“ hatte.
Die II. Große Deutsche Funkausstellung fand vom 4. bis 13. September 1925 erneut im Haus der Funkindustrie statt. Sie wurde von Reichspostminister Karl Stingl eröffnet.
Am 3. September 1926 wurde der Berliner Funkturm, damals meist Witzlebener Funkturm genannt und fortan eines der Wahrzeichen der Stadt, anlässlich der Eröffnung der dritten Funkausstellung seiner Bestimmung übergeben. Die Eröffnungsreden wurden im Rundfunk übertragen, womit die erste Live-Berichterstattung stattfand.
1928 fand anlässlich der Ausstellung eine der ersten Fernsehübertragungen weltweit statt. Die Fernsehbilder waren 30-zeilig mit 900 Bildpunkten und maßen etwa 32 mm im Durchmesser.
Der Physiker und Nobelpreisträger Albert Einstein sprach zur Eröffnung im Jahr 1930 ein Grußwort über die Sender der Reichs-Rundfunk-Gesellschaft. Die Ideal-Werke stellten 1932 auf der Funkausstellung das erste deutsche Autoradio vor. Als ein für alle erschwinglicher Röhrenempfänger kam zur 10. Funkausstellung 1933 der Volksempfänger (Typ VE 301) auf den Markt. Von den insgesamt etwa 700.000 verkauften Geräten sollen allein auf der Ausstellung bereits 100.000 verkauft worden sein. Die AEG präsentierte 1935 das erste Tonbandgerät Magnetophon K1. Am 19. August 1935 brannte die im Wesentlichen aus Holz errichtete Halle der Funkindustrie zu Füßen des Berliner Funkturms ab; das Feuer zerstörte Ausstellungsstücke und dort installierte Sendeeinrichtungen wie etwa den Fernsehsender Paul Nipkow. Auch das Funkturmrestaurant brannte aus. Auf der 16. Großen Deutschen Funk- und Fernseh-Ausstellung stellte 1939 die deutsche Rundfunkindustrie den gemeinsam entwickelten Volksfernseher (Einheits-Fernseh-Empfänger E 1) vor. Zudem wurden, bei einem anderen Gerät, die ersten farbigen Fernsehbilder präsentiert.
In der Kriegs- und Nachkriegszeit gab es von 1940 bis 1949 keine Funkausstellungen.

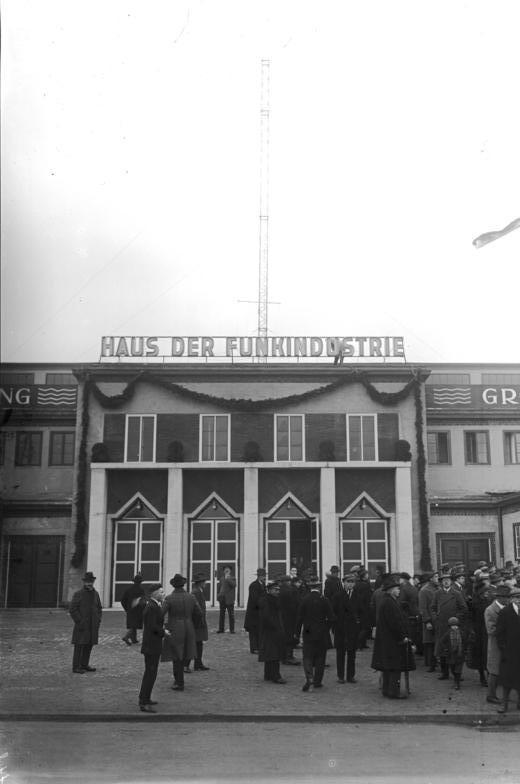
Haupteingang der Funkausstellung, 1924
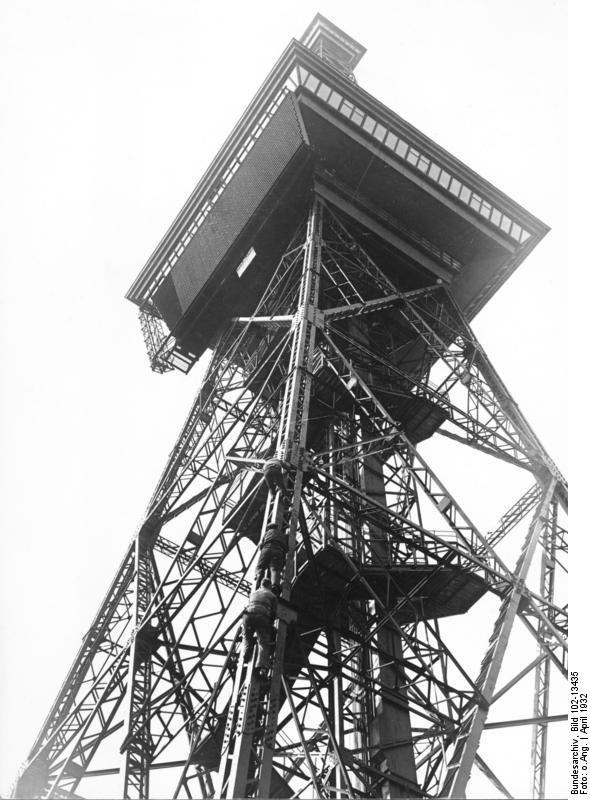
Der während der Funkausstellung 1926 eingeweihte Berliner Funkturm, 1932
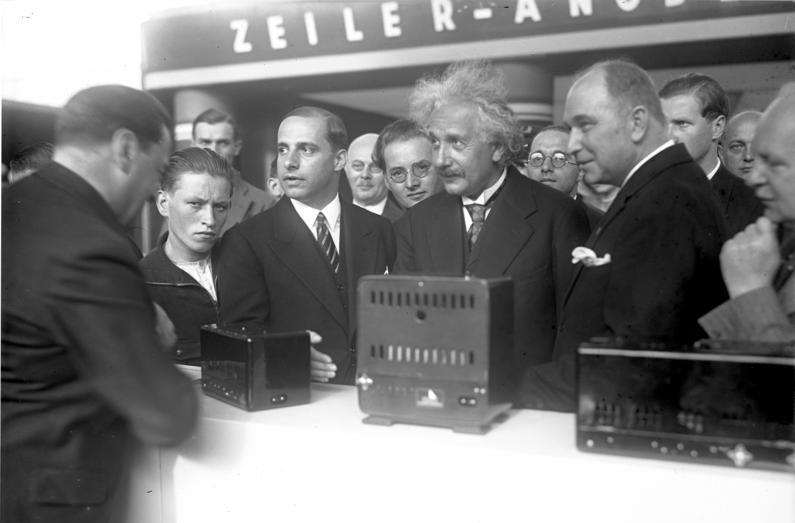
Albert Einstein auf der Funkausstellung 1930
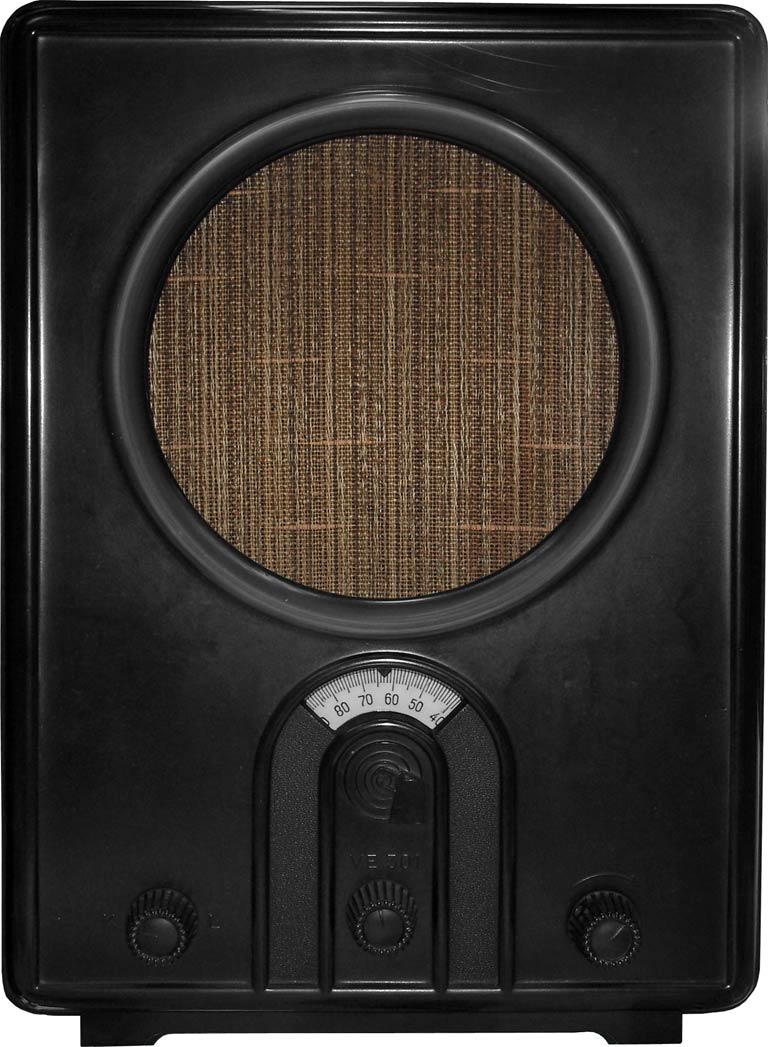
Der während der Funkausstellung 1933 vorgestellte Volksempfänger VE 301
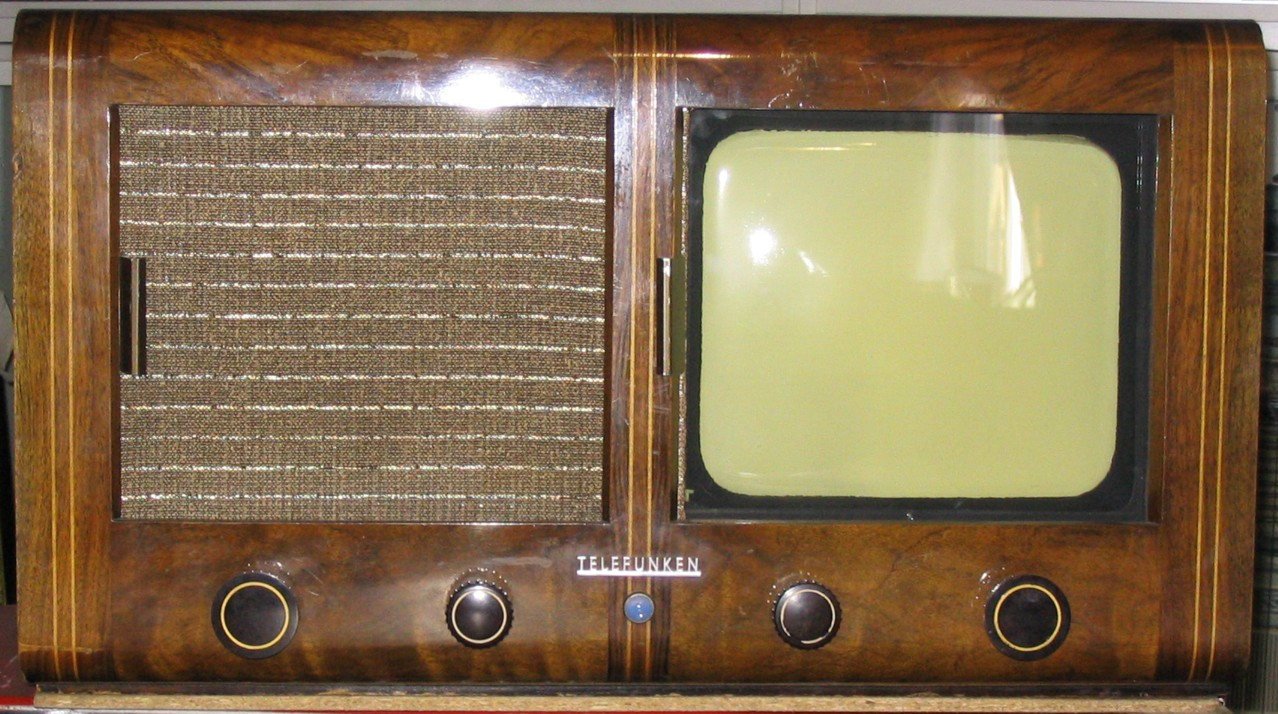
Der auf der Funkausstellung 1939 vorgestellte Einheits-Fernseh-Empfänger E 1 von Telefunken

### 1950–1970

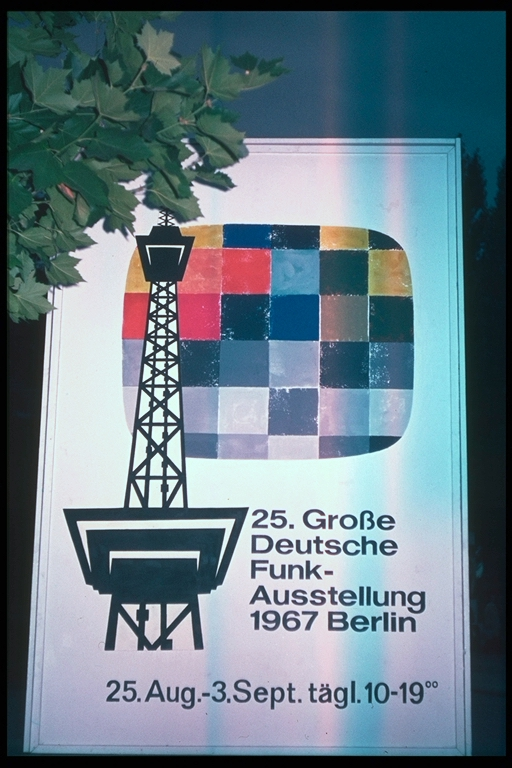
Start des Farbfernsehens 1967 in Berlin

1950 fand wieder eine Funkausstellung statt: Veranstaltungsort war diesmal nicht Berlin – zu dieser Zeit bereits geteilt –, sondern Düsseldorf. Die Deutsche Funkausstellung Düsseldorf war die 17. Funkausstellung. Auf dieser Messe wurden unter anderem die ersten UKW-Empfangsgeräte vorgestellt.
Die nächste Funkausstellung fand 1953 wiederum in Düsseldorf statt; man führte einen zweijährlichen Rhythmus ein. Attraktionen dieser Messe waren unter anderem Fernsehgeräte mit einer bis zu 43 cm großen Bildröhre. 1955 wurde die Funkausstellung ein weiteres Mal in Düsseldorf sowie 1957 (20.) und 1959 die ersten Male in Frankfurt am Main veranstaltet; 1961 fand sie zum ersten Mal nach Kriegsende wieder in Berlin statt.
Willy Brandt eröffnete am 25. August 1967 per Knopfdruck offiziell auf der 25. Großen Deutschen Funk-Ausstellung in Berlin das nach dem PAL-System arbeitende bundesdeutsche Farbfernsehen. Das Farbbild startete aufgrund eines Fehlers, bevor Willy Brandt auf den Knopf drückte.
1969 fand zum letzten Mal (nach 1965) in Stuttgart eine Ausstellung statt, sie nannte sich wieder Deutsche Funkausstellung, verzichtete also auf den Zusatz „Große“. 1970 wurde in einmaliger Unterbrechung des Zweijahresrhythmus die letzte Messe in Düsseldorf gehalten, womit auch der Wechsel der Veranstaltungsorte endete. 

### 1970–1990
Ab 1971 wurde die Messe als 28. „Internationale Funkausstellung“ (IFA) in zweijährlichem Rhythmus wieder dauerhaft in Berlin abgehalten. „International“ bedeutete dabei, dass alle ausländischen Aussteller zugelassen waren, zuvor mussten sie einen Produktionsbetrieb in Deutschland vorweisen können. 
1971 wurden die ersten Videorekorder im VCR-System für den Heimbereich und die ersten drahtlosen Fernbedienungen gezeigt. Eine weitere Premiere gab es 1973, als mit der RIAS/BR/WDR-Produktion Demolition (The demolished man) nach dem Roman von Alfred Bester das erste Hörspiel in Kunstkopf-Stereofonie präsentiert wurde. 1977 wurden erstmals Videotext-Sendungen und Bildschirmtext (BTX) präsentiert. Auch neue Speichermedien wurden dem interessierten Fachbesucher gezeigt: zum Beispiel wurde das Video-2000-System auf der Funkausstellung vorgestellt.

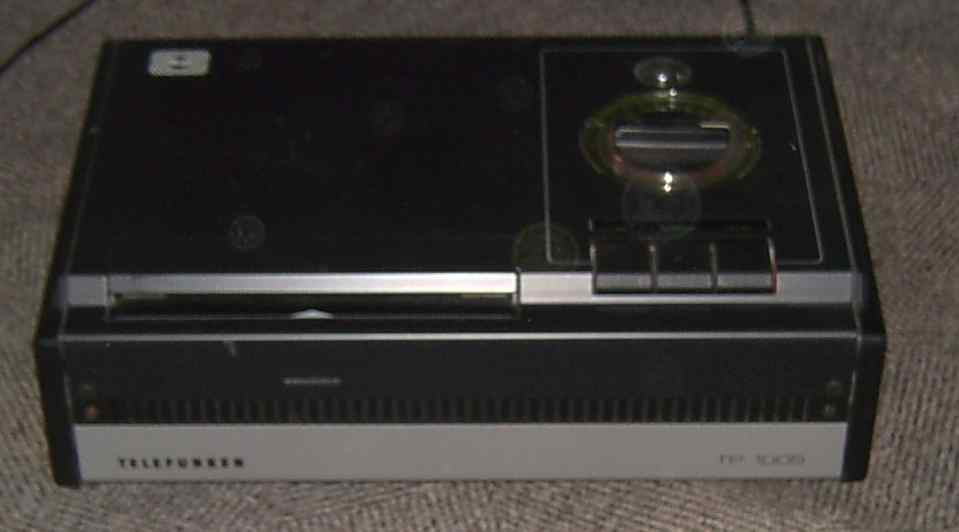
Der auf der IFA 1973 vorgestellte Bildplattenspieler TP 1005 von Telefunken

Am 5. September 1981 lief von der 33. IFA die erste Zweiton- und Stereosendung im Fernsehen. Erstmals wurde die neuentwickelte Compact Disc vorgestellt.
1983 wurden zum ersten Mal TV-Empfänger mit digitaler Signalverarbeitung vorgestellt. Auch wurde als Experiment erstmals 3D-Fernsehen gezeigt.
Im Jahr 1985 gab es erste HDTV-Vorführungen. 1985 wurden Multinorm-Fernsehgeräte, das Video Programming System (VPS) sowie Satelliten-Tuner präsentiert.
1987 gehörten DAT-Rekorder, CD-Video-Geräte, Jumbo-Fernseher, D2-MAC-Vorführungen, das Radio-Daten-System (RDS) und der MOD-Rekorder zu den Attraktionen.
1989 startete Bundespostminister Christian Schwarz-Schilling offiziell den digitalen Rundfunk mit dem Digitalen Satelliten-Radio (DSR), der europäischen HDTV-Norm und dem SVHS/Hi8-Camcorder. Die IFA hatte rund 400.000 Besucher.

### 1991–2005

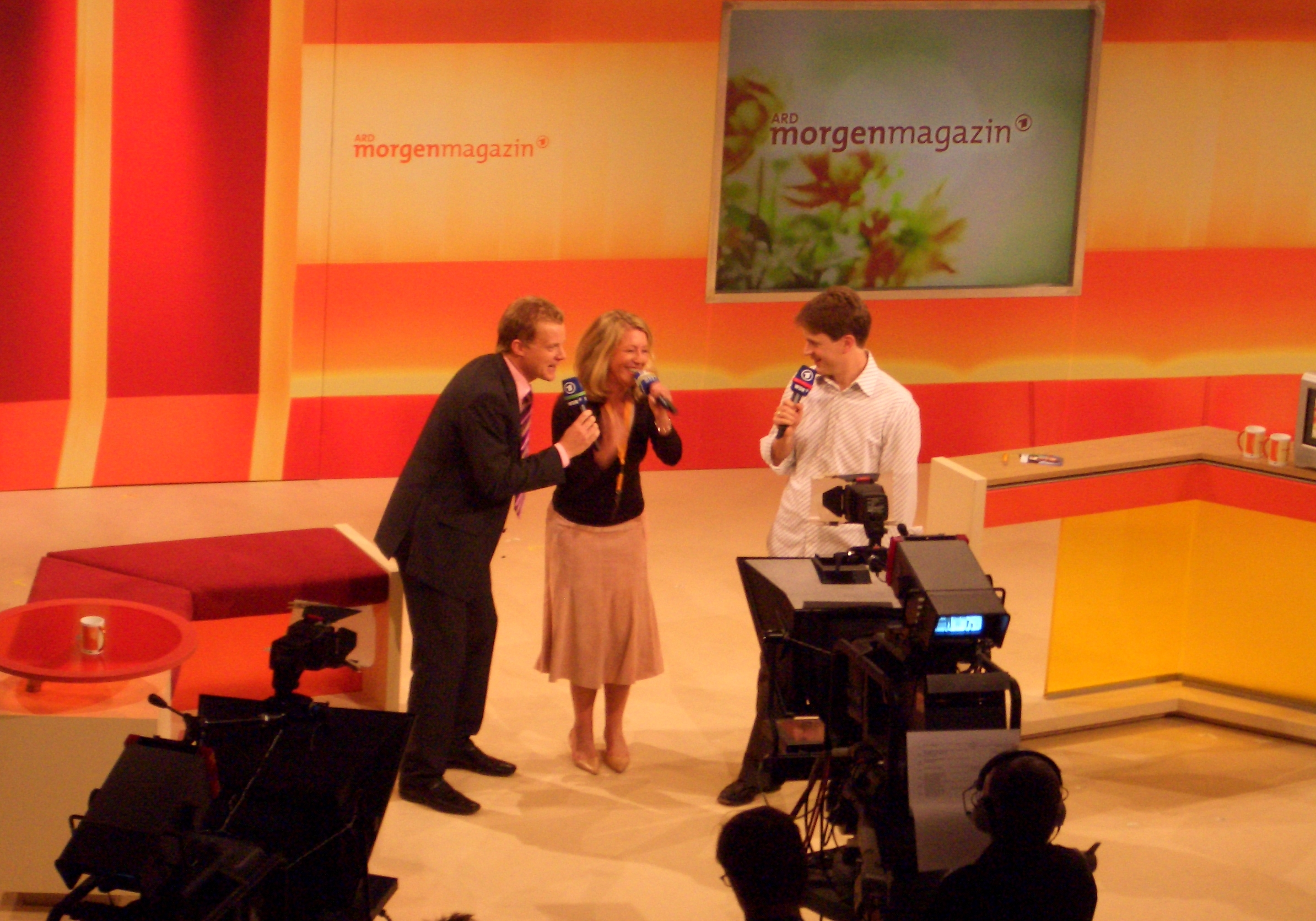
Live-Übertragung des ARD-Morgenmagazins von der IFA 2005

Seit 1991 findet wieder eine gesamtdeutsche IFA statt. Innovationen in diesen Jahren waren unter anderem:
- 1991 bei 515.752 Besuchern: digitale Compact Cassette (DCC), MiniDisc, wiederbespielbare CD, Foto-CD und CD-Interaktiv
- 1993 bei 449.804 Besuchern: Laser-Fernsehgeräte, Video-Programmierstandards „Show View“ und „Voice Commander“ und Autoradios als Mediencenter
- 1995 bei 499.437 Besuchern: 16:9/PALplus, TV-/PC-Kombinationen, Dolby-Surround-Anlagen, Flachbildschirme und Laser-TV
- 1997 bei 436.076 Besuchern: digitale TV-Geräte, TV-Bildtelefone, DAB-Empfangsgeräte, DVD-Spieler, digitale Camcorder und digitale Fotoapparate
- 1999 bei 376.552 Besuchern: Plasma-Flachbildschirme, MP3-Player, Mobiltelefone mit Internet-Zugang und Home-Networks
- 2001 bei 369.211 Besuchern: DVB-T, Multimedia Home Platform (MHP), DVD-Recorder, 29-Zoll-LCD-Fernseher im Breitbildformat, TV-Gerät mit Internetzugriff, DVD+RW-PC-Brenner und Mobiltelefone mit GPRS und Bluetooth
- 2003 bei 273.800 Besuchern: LCD-, Plasma- und Projektions-TV-Geräte, Camcorder und Digitalkameras, Multimedia Home Platform (MHP), Festplatten-Videorekorder, Digitalradio und DVB-T
- 2005 bei 245.849 Besuchern: HDTV-Geräte, SE-Displays, E-Paper, vernetzte Haushaltselektronik, Handy-TV. Außerdem wurden alle öffentlich-rechtlichen Radiosender auf den Satelliten Astra 19,2° E aufgeschaltet (Hörfunktransponder)

### 2006–2022
Mit der Entscheidung, bereits 2006 wieder eine Messe zu veranstalten, wechselte faktisch ab 2005 der Zweijahresrhythmus zum jährlichen Rhythmus. Die 46. IFA Berlin 2006 wurde von Bundeskanzlerin Angela Merkel eröffnet. Es dominierten Produkte aus der Unterhaltungselektronik- und Telekommunikationsbranche (neue Mobiltelefone von LG). Erstmals öffnete sich die Messe Ausstellern von Hausgeräten – eine Entscheidung, die die Zukunft der Veranstaltung sicherte, gleichzeitig aber dazu führte, dass einige Audio-Anbieter zur Münchner HighEnd abwanderten.
Innovationen 2007 waren bei 225.050 Besuchern unter anderem Blu-ray Disc und HD DVD, die beiden zu dieser Zeit um die Nachfolge der DVD konkurrierenden Speichermedien für hochauflösende Videodateien.

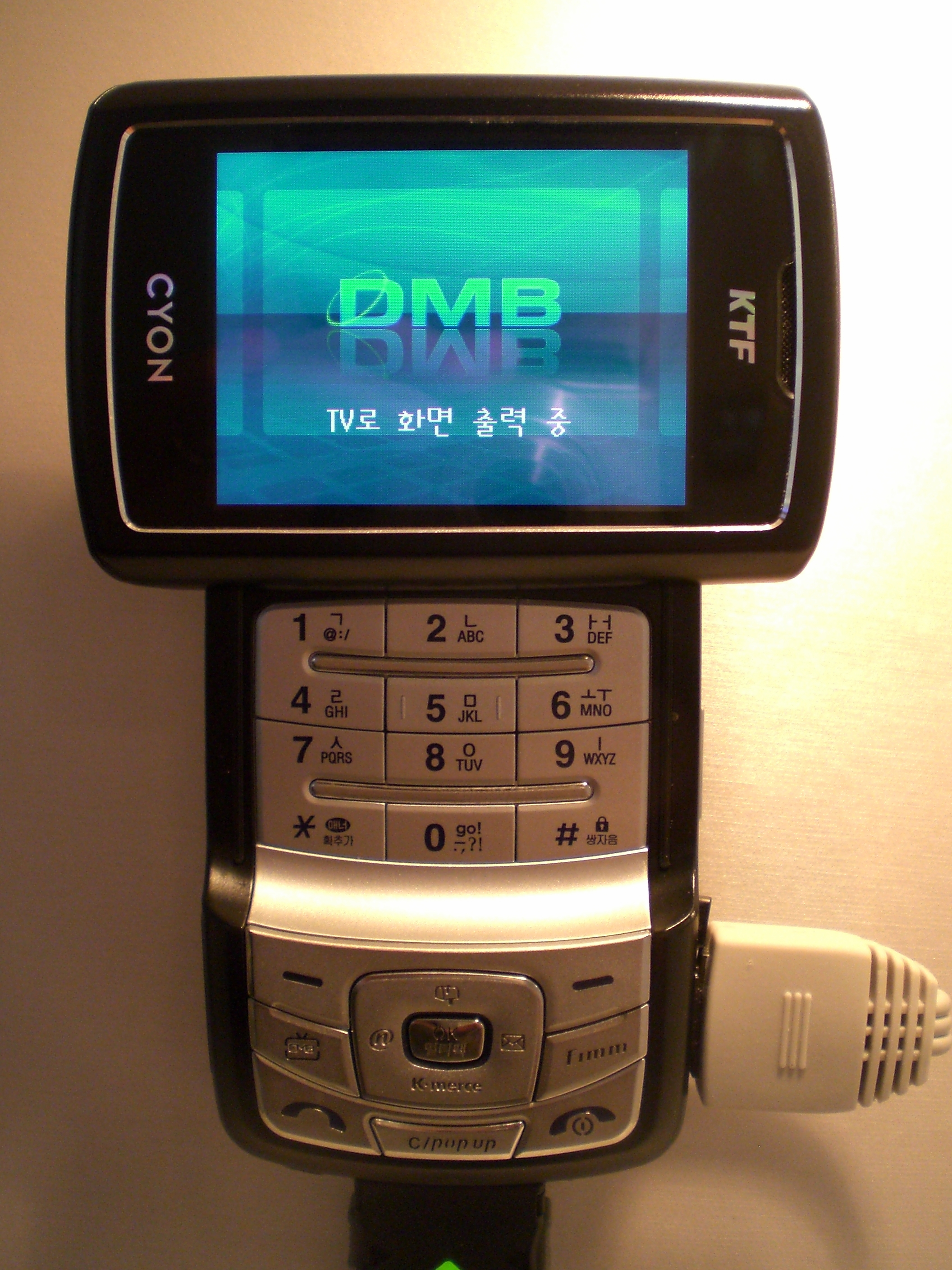
Präsentation eines Mobiltelefons von LG Electronics, 2006

Auch HDTV-Geräte mit integrierter Festplatte sowie Flachbildschirme mit bis zu 2,62 m Diagonalmaß wurden vorgestellt. Des Weiteren wurden mobile Navigationsgeräte präsentiert. 2008 wurden erstmals Haushalts- und Küchengeräte für die Ausstellung zugelassen. Der größte gezeigte Flachbildschirm hatte eine Diagonale von 3,81 m. Sony zeigte erstmals einen Flachbildschirm mit Edge-LED-Backlight. In Vorschau auf die Fußball-Weltmeisterschaft 2010 wurde 2009 ein umfassendes Angebot an großen Full-HD-Fernsehern präsentiert. Der IFA-Künstlerpreis feierte 2009 Premiere und wurde am 5. September erstmals verliehen. 2010 wurden eine Reihe neuer 3DTV-Geräte vorgestellt, nachdem die erste Heim-3D-Technik im Frühjahr vorgestellt worden war. Anlässlich der Eröffnung der IFA 2010 am 3. September bot die Deutsche Telekom erstmals eine 3D-Pressekonferenz an. Voraussetzung für den Empfang der Pressekonferenz war eine Anschlussgeschwindigkeit von mindestens 25 Megabit pro Sekunde und ein 3D-fähiger Fernseher mit den dazugehörigen Brillen.
Die 50. Ausgabe der IFA im Jahr 2010 wies 235.000 Besucher, darunter 125.000 Fachbesucher, und 1423 Aussteller auf 134.400 m² Ausstellungsfläche aus. Gleichzeitig wurde die Themenwelt iZone rund um die Produktwelt von Apple (iPod, iPhone sowie iPad) und Android sowie dazugehörige Apps geschaffen. Im Jahr 2011 waren rund 238.000 und in den Jahren 2012 bis 2014 jeweils rund 240.000 Besucher zu verzeichnen.
Aufgrund der COVID-19-Pandemie wurde die IFA 2020 auf drei Tage verkürzt, ausschließlich für Fachbesucher und Pressemitarbeiter in hybrider Form durchgeführt. Die vor Ort durchgeführten Präsentationen waren über eine virtuelle Plattform weltweit abrufbar. Für 2021 wurde die Messe im Mai komplett abgesagt. 2022 ist die Messe trotz der Absagen einiger prominenter Unternehmen am 2. September eröffnet worden. Ein Trend sind vernetzte Geräte. Zudem stehen Energieeffizienz und Wassersparen bei Haushaltsgeräten im Blickpunkt.

### Seit 2023
Seit 2023 wird die IFA von der neugegründeten IFA Management GmbH verantwortet, einem Joint Venture des Rechtinhabers gfu und des internationalen Event-Veranstalters Clarion Events Ltd. Der neue Veranstalter hat mit der Messe Berlin eine jährliche Durchführung am traditionellen Standort bis 2032 vereinbart. Die landeseigene Messe Berlin GmbH ist damit ab 2023 Vermieter der Ausstellungsflächen und Dienstleister.